# Les Petites Mains (court métrage)
Pour les articles homonymes, voir Les Petites Mains (homonymie).
Pour plus de détails, voir Fiche technique et Distribution.
Les Petites Mains est un court métrage franco-belge réalisé en 2017 par Rémi Allier. Il remporte le César du meilleur court métrage en 2019.

## Synopsis
Ouvrier dans une usine dont la fermeture vient d'être annoncée, Bruno prend l'initiative d'enlever le fils du directeur afin de contraindre ce dernier à négocier.

## Fiche technique
- Titre : Les Petites Mains
- Réalisation : Rémi Allier
- Scénario : Rémi Allier, Julien Guetta, Gilles Monnat
- Image : Kinan Massarani
- Son : Renaud Duguet
- Décors : Margaux Memain
- Costumes : Lise Lejeune
- Maquillage : Agnès Deal
- Montage : Nicolas Bier
- Montage son : Adrien Navez
- Musique originale : Léo Dupleix
- Producteurs : Pauline Seigland, Benoît Roland, Lionel Massol
- Sociétés de production : Films Grand Huit et Wrong Men Films
- Lieux de tournage : Soustons et Saint-Geours-de-Maremne (département des Landes)[1]
- Pays de production :  France -  Belgique
- Langue : français
- Durée : 15 minutes
- Date de sortie : 2017

## Distribution
- Émile Moulron Lejeune : Léo
- Camille Fleury-Letienne : doublure de Léo
- Jan Hammenecker : Bruno
- François Trémin : Steve Driesen
- Céline Trémin : Sandrine Blanke

## Distinctions

### Récompenses
- César 2019 : Meilleur court métrage
- Brussels Short Film Festival : Mention Spéciale du Jury, Prix du meilleur scénario
- Festival du Film court en Plein air de Grenoble : Prix du jury jeune
- Festival international du film francophone de Tübingen Stuttgart : Grand prix de la compétition internationale des courts-métrages
- Festival européen du court métrage de Bordeaux : Prix Production Aquitaine du jury France 3
- ARP : Prix Jeune Création des rencontres cinématographiques
- Festival d'Alès - Itinérance : Prix de la musique
- Festival international du film d'Aubagne : Prix de la meilleure musique des collèges et lycées
- Concours de courts Toulouse : Meilleur court métrage
- Thess International Short Film Festival : Prix de la réalisation
- Rencontres Ciné-Jeunes du Tarn : Meilleur film
- Festival Tournez court : Prix du public
- Rencontres du Cinéma Européen : 2e prix Cinécran
- Vilnius Film Festival Kino pavasaris : Mention spéciale
- Festival du film d’Espalion : Coup de cœur Jury Jeunes & Prix du jury professionnel fiction
- Le Court en dit long : Mention spéciale Mise en scène

### Nationales
- Paris courts devant
- Festival du Film Court de Villeurbanne
- Faites des courts - Brie-Comte Robert
- Parties de campagne
- Festival Les Enfants terribles de Huy
- Festival International de Contis
- Fenêtres sur cour - le Zoom
- Festival du film de Draguignan
- Festival Le court nous tient
- Détours en Cinécourt
- Faites de l'image - Toulouse
- Festival Combat
- Festival du Premier Court-Métrage Pontault-Combault
- Festival du court-métrage Festimages
- Clap 89
- Binche Film Festival
- Festival de Biarritz

### Internationales
- Magritte du cinéma
- MyFrenchFilmFestival.com
- Telluride Film Festival
- Festival International du Film Francophone de Namur
- Rhode Island International Film Festival
- In the Palace Festival international du court métrage
- Festival international du film de Kiev Molodist
- Festival international du film d'Odense
- Winter Short Festival - Sacramento
- FILMETS Badalona Film Festival
- British Independant Film Festival
- Ankara International Film Festival
- Skepto International Film Festival
- Abycine International Film Festival
- Minneapolis St Paul International Film Festival
- Courts d'un soir - Montréal
- MOÇT - Odessa
- Dakar Court
- Dumbo Film Festival
- Noida Film Festival
- Figari Film Festival
- Ennesimo Film Festival
- Lublin Film Festival
- Festival Tout Court - Bologne
- Braunschweig International Filmfestival
- Corti a Ponte